# 마르카지 스타디움 (나망간)
마르카지 스타디움(우즈베크어: Navbahor markaziy stadioni)은 우즈베키스탄의 수도인 나망간에 위치한 경기장으로, 나브바호르 나망간의 홈구장이다. 21,913명을 수용할 수 있다.